# Pungiglione

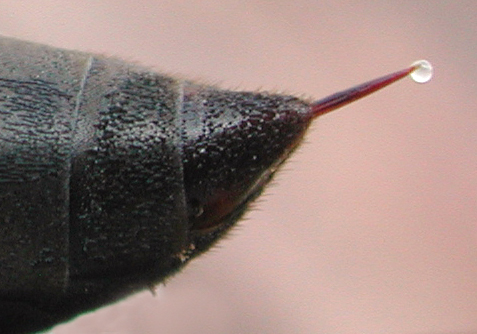
Pungiglione di una vespa, con una goccia di veleno

Il pungiglione è un organo o una parte del corpo di alcuni animali (tipicamente artropodi) che trasmette del veleno (normalmente perforando la pelle di un altro animale). Un pungiglione si differenzia da altre strutture perforanti per il fatto che perfora grazie alla sua stessa azione e inietta il veleno, mentre i denti perforano per azione di fauci che si chiudono.
I pungiglioni sono generalmente collocati nella parte posteriore dell'animale. Tra gli animali che possiedono pungiglioni ci sono api, vespe, scorpioni e alcune specie di formiche.

## Descrizione
Gli insetti che pungono producono un doloroso gonfiore della pelle, la gravità della lesione varia a seconda della localizzazione della puntura, dell'identità dell'insetto e della sensibilità del soggetto. Molte specie di api e vespe hanno due ghiandole velenifere, una ghiandola che secerne una tossina in cui l'acido formico è un costituente riconosciuto, e l'altra che secerne una neurotossina; agendo indipendentemente, ciascuna tossina è piuttosto blanda, ma quando si combinano attraverso la puntura, la combinazione ha forti proprietà irritanti. In un piccolo numero di casi, la seconda puntura di un'ape o di una vespa provoca una grave reazione allergica nota come anafilassi.
Mentre la stragrande maggioranza degli insetti ritira il pungiglione dalle vittime, alcuni insetti lo lasciano nelle ferite.

## Artropodi

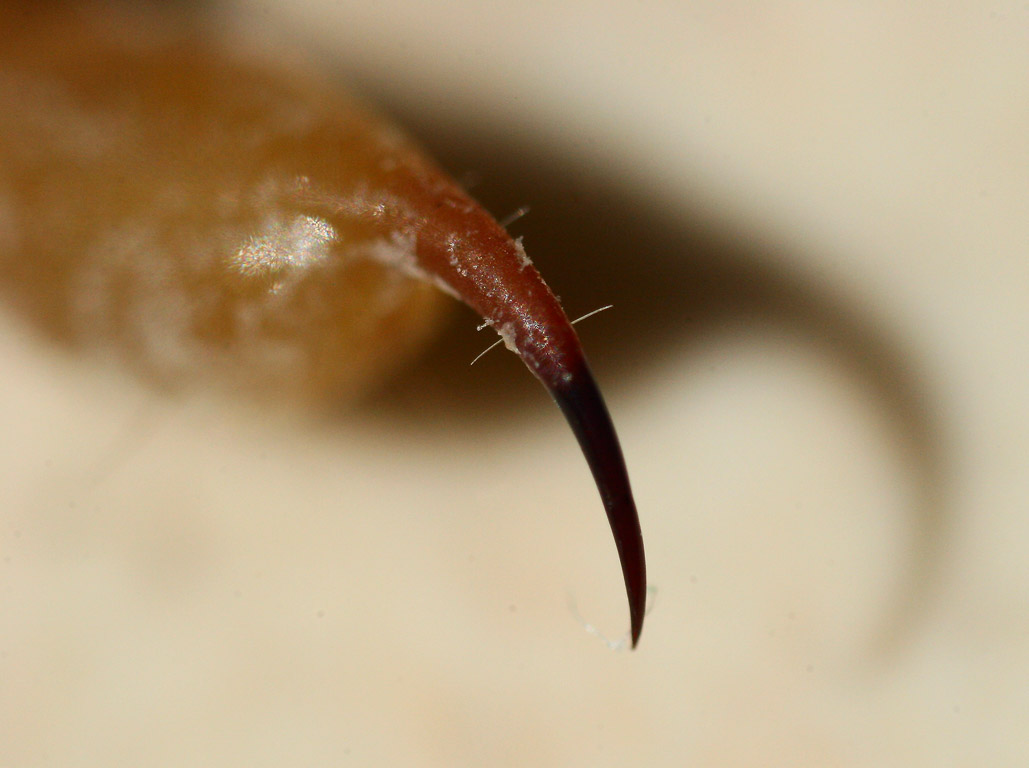
Primo piano (macrofotografia) della punta uncinata di un pungiglione di uno scorpione.

Tra gli artropodi, un pungiglione è un organo affilato, spesso collegato a una ghiandola velenosa e atto a infliggere una ferita perforante, come con il pungiglione caudale di uno scorpione. I pungiglioni trovano solitamente nella parte posteriore dell'animale. Gli animali che pungono includono api, vespe (compresi i calabroni) e scorpioni, nonché una singola specie di coleottero (Onychocerus albitarsis) che può fornire una puntura velenosa dalle sue antenne, i cui segmenti terminali si sono evoluti per assomigliare a quelli di uno scorpione.
In tutti gli imenotteri urticanti il pungiglione è un ovopositore modificato. A differenza della maggior parte degli altri pungiglioni, quelli delle api operaie sono fortemente uncinati e si depositano nella carne dei mammiferi dopo la puntura, strappandosi dal corpo dell'ape e uccidendola in pochi minuti. Il pungiglione ha il proprio ganglio, e continua a segare la carne del bersaglio e a rilasciare veleno per diversi minuti. Questa caratteristica è di evidente svantaggio per l'individuo ma protegge l'alveare dagli attacchi di animali di grossa taglia; oltre agli effetti del veleno, i resti marcano anche l'animale punto con il feromone d'allarme delle api. Gli aculei delle api sono mortali per esse solo se la pelle è elastica, come è caratteristico dei vertebrati come uccelli e mammiferi; le api mellifere possono pungere ripetutamente altri insetti senza morire.
Il pungiglione di quasi tutte le altre api e di altri organismi che apportano punture non è uncinato e può essere utilizzato per pungere ripetutamente. La descrizione di spinato o non spinato non è precisa: ci sono punte uncinate sui pungiglioni delle vespe "giacca gialla" e della Brachygastra mellifica, ma le punte sono così piccole che la vespa a volte può ritirare il suo apparato pungiglione dalla pelle della vittima.
I pungiglioni di alcune vespe, come quelle della Polistes versicolor, contengono quantità relativamente grandi di 5-idrossitriptamina (5-HT) nei loro veleni. È stato scoperto che il 5-HT contenuto in questi veleni svolge almeno due ruoli: uno come agente che produce dolore e l'altro nella distribuzione e penetrazione dei componenti paralizzanti nei siti vulnerabili dell'autore del reato. Ciò aiuta nella rapida immobilizzazione dell'animale o delle parti del corpo che ricevono il veleno.
I ragni mordono solo, anche se alcune tarantole hanno setole uncinate chiamate "peli urticanti", caratteristica anche di alcuni bruchi. I millepiedi possiedono anche un morso velenoso anziché un pungiglione, inflitto con un primo paio di zampe altamente modificato, chiamato forcipe.

## Altri animali
Gli organi che svolgono funzioni simili nei non artropodi vengono spesso definiti "pungiglioni". Questi organi includono il denticolo dermico (scaglie placoidi) modificato della Myliobatidae, gli speroni velenosi sulle zampe posteriori dell'ornitorinco maschio e i tentacoli cnidociti della medusa.
Storicamente il termine pungiglione era spesso usato per la zanna di un serpente, sebbene questo utilizzo sia raro oggi. Si dice, giustamente, che i serpenti mordano, non pungono.